# Dramma per musica

Dramma per musica (ou Dramma in musica) est le terme qui désigne, à partir du début du XVIIe siècle, l'opéra italien qui apparaît avec les œuvres de Jacopo Peri et surtout de Claudio Monteverdi. Ses créateurs entendaient réagir contre les excès de la polyphonie qui prévalait jusqu'alors, et atteindre un idéal épuré, symbolisé par la tragédie grecque antique.

## Historique
Si le mot reste largement utilisé jusqu'au cours du XVIIIe siècle, les caractères de ce spectacle musical évoluent profondément, par une décantation assez rapide, du stile rappresentativo des premiers compositeurs qui veulent se rapprocher de la déclamation (simplement appuyée par la musique), au bel canto donnant la primauté à la musique et à la virtuosité vocale, évolution qui s'accompagne d'une stricte distinction entre arias (chantés) et récitatifs (presque ou totalement parlés). Dans la même période, la production de dramma per musica se déplacera progressivement de Venise vers Rome puis Naples. 
Au terme de cette évolution les deux héritiers du dramma per musica seront l'opera seria, de caractère noble, sérieux, parfois tragique, et l'opera buffa de caractère enjoué, comique et plus populaire.

## Sources
- Christian Merlin, « Naissance de l'opéra », Encyclopédie Universalis